# Z jarmarku
Z jarmarku (jid. פֿונעם יריד, Funem jarid)  – powieść autobiograficzna, a zarazem ostatnie dzieło klasyka literatury jidysz, Szolema Alejchema. Tłumaczona była między innymi na język polski i angielski.

## Historia utworu
Do napisania książki natchnął Szolema Alejchema, jak pisze on sam w 1916 r., znajomy poeta, Abraham Elijahu Lubarski. Książka powstawała od 1914 do momentu śmierci pisarza w 1916 r. Utwór kończy się w momencie, gdy autor obejmuje posadę rabina rządowego w Łubni. Ostatni rozdział pt. Wybory Szolem Alejchem napisał prawdopodobnie w ostatnich dniach życia. Pisarz w planach miał opisanie całego swojego bogatego życia, niestety choroba i nagła śmierć przerwały jego pracę literacką niemalże w jednej trzeciej, tak więc "Z jarmarku" można traktować jako pierwszą część nigdy niedokończonego dzieła. Jak pisze sam autor w pierwszym rozdziale – autobiografia i testament to jakby jedno i to samo. Książka napisana jest ze swoistym dla Szolema Alejchema humorem, ukazuje również w doskonały sposób życie ludności żydowskiej na terenach dzisiejszej Ukrainy pod rządami carskimi w ostatnim dwudziestoleciu XIX w., oraz przemiany społeczne wśród ludności żydowskiej pod wpływem haskali.

## Znaczenie tytułu
W pierwszym rozdziale książki, będącym jednocześnie swoistym wstępem, Szolem Alejchem pisze tak o tytule – "Z jarmarku" może również znaczyć "z życia", bo życie jest podobne do jarmarku. Każdy jest skory do porównywania ludzkiego życia z czymkolwiek. Pewien stolarz na przykład powiedział kiedyś – człowiek jest jak stolarz. Stolarz żyje, żyje, a potem umiera. Tak też bywa z człowiekiem. – Od szewca słyszałem że życie podobne jest do pary butów. Kiedy podeszwy są zdarte, to znaczy koniec. Pora głowie do piasku. Zupełnie naturalne będzie, jeśli furman przyrówna człowieka, nie przymierzając, do konia. Dlatego nie dziw, że takiemu jak ja człowiekowi, który przetarabanił pół setki lat, a teraz zebrał się do opisania swego życia, wpadło do głowy przyrównać własną przeszłość do jarmarku.

## Polskie tłumaczenie
Tłumaczenia na język polski dokonał Michał Friedman, w tym tłumaczeniu książka ukazała się w 1989 r., nakładem Wydawnictwa Dolnośląskiego we Wrocławiu w ramach serii Biblioteka Pisarzy Żydowskich. Wydanie opatrzone było wstępem Salomona Belis-Legisa, również przetłumaczonym z języka jidysz przez Michała Friedmana, oraz uwagami autorstwa J.D. Berkiewicza i słowniczkiem pojęć.

## Akcja książki i bohaterowie
Akcja książki zaczyna się w momencie, kiedy autor jest jeszcze dzieckiem, i rozgrywa się w jego rodzinnym mieście, Woronce. Tu poznajemy jego rodziców, Nachuma Rabinowicza i Chaję Esterę, babcie Mindę, stryjów Pinie i Nysła, Fejgełe Diabła, szereg mełamedów oraz pierwszych przyjaciół pisarza: Szmulika sierotę, Meira Medwedewkera, psa Sirko, Pinełe syna Szemeły i Gergełe Złodzieja. Czytelnik jest świadkiem między innymi pierwszych lat edukacji pisarza i rozstań z przyjaciółmi. Ten okres opisują pierwsze 23 rozdziały. Potem następuje moment wyjazdu z Woronki do dużego miasta – Perejasławia, gdzie ojciec rozpoczyna prowadzić dom zajezdny. Autor opisuje podróż oraz ponowne spotkanie z rodzicami, poznaje także nowych krewnych. Z tą częścią książki wiążą się tacy bohaterowie jak Arnold z Pidworków oraz Dawid i Szymon Rudermanowie. Autor opisuje między innymi próbę przejścia na prawosławie Szymona Rudermana, zaręczyny swojego brata Hersza, swoją pierwszą miłość, epidemię cholery i śmierć matki. Ten okres i wydarzenia opisują rozdziały od 24 do 37 w którym bohater zostaje wysłany do swoich dziadków od strony matki – Mojsze Jose Hamarnika i Giłt do Bogusławia. Do domu autor powraca w rozdziale 44 by w kolejnym rozdziale poznać swoją macochę. Z tą częścią książki wiążą się kolejni bohaterowie: Kolekturowiec, Udani zięciowie, Eli syn Dodiego, Benjaminson. W tym okresie jako jeden z nielicznych uczniów żydowskich dostaje się na naukę do ujezdnoj i uzyskuje stypendium, wiele czasu poświęca edukacji, a także opisuje swoją przygodę z kradzieżą sakiewki, miłość do córki kantora i bolesne rozczarowanie oraz podjęcie pierwszej pracy jako korepetytor. Okres pobytu w Perejasławiu kończy nie dostanie się autora na nauki do Instytutu Nauczycielskiego w Żytomierzu oraz śmierć Kolekturowca i niespodziewane zniknięcie poety Benjaminsona. Rozdział 62 opisuje półroczną pracę autora w charakterze  korepetytora w Rżyszczewie, w kolejnym rozdziale przyszły pisarz powraca z  powrotem do Perejasławia i spotyka się ze swym dawno niewidzianym przyjacielem Elim. W kolejnych rozdziałach młody Szolem po raz kolejny wyjeżdża w poszukiwaniu pracy, a po różnych perypetiach ląduje w domu żydowskiego dziedzica Łajewa, gdzie pracuje jako guwerner jego córki. Kolejne rozdziały autor poświęca swojemu pobytowi w Zofijówce, okres ten kończy rozdział 74 kiedy to zakochany w swojej uczennicy Szolem zostaje ponownie zmuszony do wyjazdu i poszukiwania pracy. Kolejne rozdziały opisują pobyt bohatera w Kijowie i jego działania w celu zdobycia pracy. Książkę zamyka rozdział 78 – Wybory opisujący objęcie przez bohatera posady rabina rządowego w Łubni.

## Rozdziały
- 1. Po co powieść skoro samo życie jest powieścią ?
- 2. Miasto
- 3. Rodzice
- 4. Szmulik sierota
- 5. Skarb
- 6. Rabin w raju
- 7. Szmulik znika
- 8. Meir Medwewewker
- 9. Jeszcze jeden utracony przyjaciel
- 10. Kolega Sirko
- 11. Tragedia Sirko
- 12. Instynkt dobra i instynkt zła.
- 13. Złodziejstwo, gra w karty i inne grzechy
- 14. Fejgełe Diabeł
- 15. Duch-kawalarz
- 16. Rodzina
- 17. Wuj Nysł i ciocia Hudł
- 18. Pinełe, syn Szemeły, jedzie do Odessy
- 19. Kto zmienia miejsce, ten zmienia los
- 20. Ludzie rozjeżdżają się
- 21. Gergełe Złodziej
- 22. Bałaguła
- 23. Żegnaj, Woronko !
- 24. Podróż
- 25. W nowym domu
- 26. Wielkie miasto
- 27. Wakacje
- 28. Mełamedzi i nauczyciele
- 29. Nauczyciel Gemary
- 30. Dawny cheder
- 31. Bar micwa
- 32. Młodzieniec
- 33. Pierwsza miłość
- 34. Cholera
- 35. Żałobnicy
- 36. Nad Dnieprem
- 37. Na promie
- 38. W Bogusławiu na targowisku
- 39. Zaskakujące powitanie
- 40. Wśród kożuchów
- 41. Żyd-ptak
- 42. Groźne Dni
- 43. Święto Szałasów – Sukot
- 44. Z powrotem do domu
- 45. Pyskówka macochy
- 46. Przy bramie na ławeczce
- 47. Właściciel kolektury
- 48. Udani zięciowie
- 49. Arnold z Pidworków
- 50. Gimnazjalista Salomon
- 51. Pensja
- 52. Kolega Eli
- 53. Wśród kantorów i klezmerów
- 54. Nie kradnij !
- 55. Córka kantora
- 56. Symchat Tora
- 57. Kryzys
- 58. Szołem udziela korepetycji
- 59. Sielanka
- 60. Zawiedzione nadzieje
- 61. Koniec sielanki
- 62. Pół roku tułaczki
- 63. Znowu w domu
- 64. Dobra posada
- 65. We śnie i na jawie
- 66. Zdarzenie z zegarkiem
- 67. Anioł w postaci człowieka
- 68. Niespodziewany egzamin
- 69. Żyd-dziedzic
- 70. Życie na wsi
- 71. Ekonom Dodi
- 72. Pobór do wojska
- 73. Ciocia Tojba z Berdyczowa
- 74. Pierwszy wyjazd
- 75. Protekcje
- 76. Kupernik
- 77. Posada sekretarza
- 78. Wybory